# Jogos Pan-Americanos de 1999
Os Jogos Pan-Americanos de 1999 foram a 13ª edição do evento multiesportivo, realizado na cidade de Winnipeg, no Canadá, pela segunda vez, entre os dias 23 de julho e 8 de agosto. A delegação brasileira foi composta por 436 atletas, entre os 5 275 participantes.

## Países participantes
42 países participaram do evento:
| - ANT Antígua e Barbuda - AHO Antilhas Neerlandesas - ARG Argentina - ARU Aruba - BAH Bahamas - BAR Barbados - BIZ Belize - BER Bermudas - BOL Bolívia - BRA Brasil - CAN Canadá | - CHI Chile - COL Colômbia - CRC Costa Rica - CUB Cuba - DMA Dominica - ESA El Salvador - ECU Equador - USA Estados Unidos - GRN Granada - GUA Guatemala - GUY Guiana | - HAI Haiti - HON Honduras - CAY Ilhas Cayman - VIR Ilhas Virgens Americanas - BVI Ilhas Virgens Britânicas - JAM Jamaica - MEX México - NCA Nicarágua - PAN Panamá - PAR Paraguai | - PER Peru - PUR Porto Rico - DOM República Dominicana - LCA Santa Lúcia - SKN São Cristóvão e Neves - VIN São Vicente e Granadinas - SUR Suriname - TRI Trinidad e Tobago - URU Uruguai - VEN Venezuela |

## Modalidades
Foram disputadas 38 modalidades nesta edição dos Jogos:
| - Atletismo - Badminton - Basquetebol - Beisebol - Boliche - Boxe - Canoagem - Caratê - Ciclismo - Esgrima | - Esqui aquático - Futebol - Ginástica - Handebol - Hipismo - Hóquei sobre a grama - [[Ficheiro:\|border \|20px\|link=\|alt=]] Hóquei em linha - Judô - Levantamento de peso - Lutas | - [[Ficheiro:\|border \|20px\|link=\|alt=]] Nado sincronizado - Natação - Patinação sobre rodas - Pentatlo moderno - Polo aquático - Raquetebol - Remo - Saltos ornamentais - Softbol | - Squash - Taekwondo - Tênis - Tênis de mesa - Tiro esportivo - Tiro com arco - Triatlo - Vela - Voleibol - Voleibol de praia |

## Quadro de medalhas

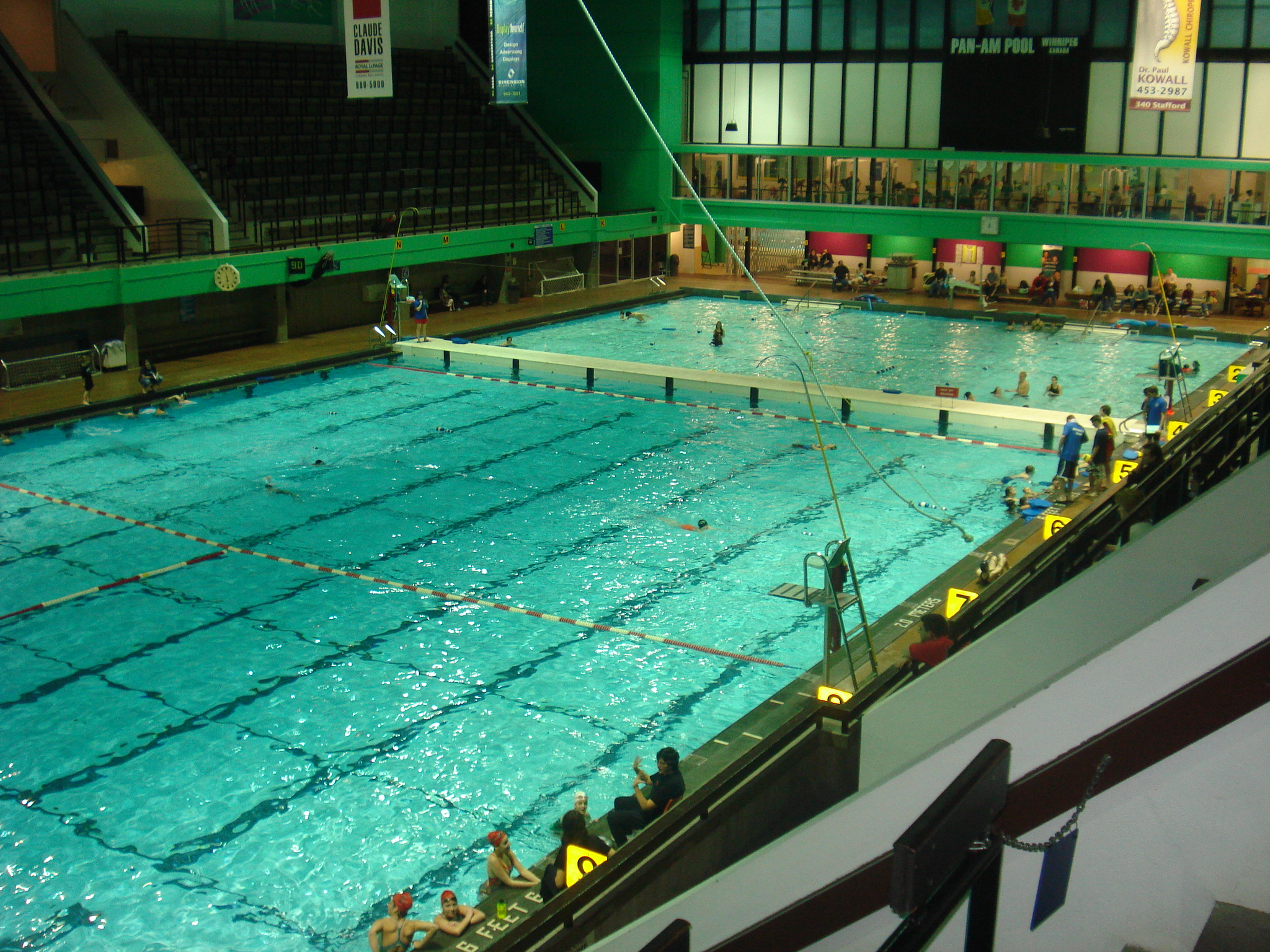
Pan-am Pool - Complexo aquático

País sede destacado.
| Ordem | País               |     |     |    |     |
| 1     | USA Estados Unidos | 106 | 110 | 80 | 296 |
| 2     | CUB Cuba           | 69  | 39  | 47 | 155 |
| 3     | CAN Canadá         | 64  | 52  | 80 | 196 |
| 4     | BRA Brasil         | 25  | 32  | 44 | 101 |
| 5     | ARG Argentina      | 25  | 19  | 28 | 72  |
| 6     | MEX México         | 11  | 16  | 30 | 57  |
| 7     | COL Colômbia       | 7   | 17  | 18 | 42  |
| 8     | VEN Venezuela      | 7   | 16  | 17 | 40  |
| 9     | JAM Jamaica        | 3   | 4   | 6  | 13  |
| 10    | GUA Guatemala      | 2   | 1   | 1  | 4   |